# Liste des 25 primates les plus menacés au monde
« Les 25 primates les plus menacés au monde » est une liste d'espèces et de sous-espèces de primates sélectionnées en raison de leur fort risque d'extinction. Agrémentée d'une description détaillée de chaque taxon y figurant, cette liste est établie et publiée tous les deux ans par le Groupe de spécialistes des primates de la Commission de la sauvegarde des espèces de l'Union internationale pour la conservation de la nature (GSP CSE/UICN), la Société internationale de primatologie (SIP), Conservation International (CI) et plus récemment, la Société zoologique de Bristol (BZS). Depuis l'an 2000, ce document d'une centaine de pages a ainsi été publié dix fois.
Le but de cette liste est, selon Russell Mittermeier, le président de CI, de « mettre en évidence les [taxons] les plus menacés, d'attirer l'attention du public, d'encourager les gouvernements à en faire plus et en particulier à trouver les ressources pour mettre en œuvre les mesures de conservation absolument nécessaires ». Les taxons de la liste sont sélectionnés pour deux raisons principales : leurs populations sont de très faibles tailles et elles sont en diminution très rapide.

## Liste 2018-2020
- Afrique : Premières mentions pour le Chimpanzé  de la sous-espèce Pan troglodytes verus, et retour sur la liste du Galago de Rondo (Para)galago rondoensis et le Colobe bai à tête rousse Piliocolobus rufomitratus.
  - Madagascar : Première mention pour le Microcebus manitatra, et retour pour l'Indri
- Asie : Premières mentions pour le Gibbon houlock Skywalker et l'Orang-outan de Tapanuli.
- Néotropique : Premières mentions pour Ouistiti à oreilles blanches Callithrix aurita, Tamarin bicolore Saguinus bicolor, Capucin Cebus aequatorialis et le Titi d'Olalla Plecturocebus olallae ou Callicebus olallae.

| Localisation | Infra-ordre               | Famille                                  | Nom commun               | Nom scientifique                   | Date(s) d'inclusion                            | Pays                                                                       |
| ------------ | ------------------------- | ---------------------------------------- | ------------------------ | ---------------------------------- | ---------------------------------------------- | -------------------------------------------------------------------------- |
| Afrique      | Lorisiformes              | Galagidae                                | Galago de Rondo          | Galago rondoensis                  | 2006 à 2014                                    | Tanzanie                                                                   |
| Afrique      | Simiiformes (Catarrhini)  | Cercopithecidae                          | Cercopithèque de Roloway | Cercopithecus roloway              | 2002 ; 2006 ; 2008 ; 2010 ; 2012 ; 2014 ; 2016 | Ghana Côte d'Ivoire                                                        |
| Afrique      | Simiiformes (Catarrhini)  | Cercopithecidae                          | Kipunji                  | Rungwecebus kipunji                | 2006 ; 2008                                    | Tanzanie                                                                   |
| Afrique      | Simiiformes (Catarrhini)  | Cercopithecidae                          | Colobe magistrat         | Colobus vellerosus                 | 2016                                           | Côte d'Ivoire Ghana Togo Bénin ( Nigeria)                                  |
| Afrique      | Simiiformes (Catarrhini)  | Cercopithecidae                          | Colobe bai nigérien      | Piliocolobus epieni                | 2008 ; 2010 ; 2016                             | Nigeria                                                                    |
| Afrique      | Simiiformes (Catarrhini)  | Cercopithecidae                          | Colobe bai à tête rousse | Piliocolobus rufomitratus          | 2002 à 2008 ; 2012 ; 2014                      | Kenya                                                                      |
| Afrique      | Simiiformes (Catarrhini)  | Hominidae                                | Chimpanzé verus          | Pan troglodytes verus              | Première mention                               | Sierra Leone Guinée Guinée-Bissau Mali Sénégal Liberia Côte d'Ivoire Ghana |
| Madagascar   | Lemuriformes              | Cheirogaleidae                           | Microcèbe manitatra      | Microcebus manitatra               | Première mention                               | Madagascar                                                                 |
| Madagascar   | Lemuriformes              | Lemuridae                                | Hapalémur du Lac Alaotra | Hapalemur alaotrensis              | 2000 ; 2014 et 2016                            | Madagascar                                                                 |
| Madagascar   | Lemuriformes              | Lepilemuridae                            | Lépilémur de Manombo     | Lepilemur jamesorum                | 2016                                           | Madagascar                                                                 |
| Madagascar   | Lemuriformes              | Indriidae                                | Indri                    | Indri indri                        | 2012                                           | Madagascar                                                                 |
| Madagascar   | Chiromyiformes            | Daubentoniidae                           | Aye-aye                  | Daubentonia madagascariensis       | 2016                                           | Madagascar                                                                 |
| Asie         | Lorisiformes              | Lorisidae                                | Nycticèbe de Java        | Nycticebus javanicus               | 2008 à 2016                                    | Indonésie                                                                  |
| Asie         | Simiiformes (Catarrhini)  | Cercopithecidae                          | Nasique des îles Pagai   | Simias concolor                    | 2002 à 2016                                    | Indonésie                                                                  |
| Asie         | Simiiformes (Catarrhini)  | Cercopithecidae                          | Semnopithèque de Cat Ba  | Trachypithecus poliocephalus       | 2000 à 2016                                    | Viêt Nam                                                                   |
| Asie         | Simiiformes (Catarrhini)  | Cercopithecidae                          | Entelle doré             | Trachypithecus geei                | 2016                                           | Inde Bhoutan                                                               |
| Asie         | Simiiformes (Catarrhini)  | Cercopithecidae                          | Semnopithèque blanchâtre | Trachypithecus vetulus             | 2004 à 2016                                    | Sri Lanka                                                                  |
| Asie         | Simiiformes (Catarrhini)  | Hylobatidae                              | Gibbon houlock Skywalker | Hoolock tianxing                   | Première mention                               | Chine Birmanie                                                             |
| Asie         | Simiiformes (Catarrhini)  | Hominidae                                | Orang-outan de Tapanuli  | Pongo tapanuliensis                | Première mention                               | Indonésie                                                                  |
| Néotropique  | Simiiformes (Platyrrhini) | Pitheciidae                              | Titi d'Olalla            | Callicebus (Plecturocebus) olallae | Première mention                               | Bolivie                                                                    |
| Néotropique  | Simiiformes (Platyrrhini) | Cebidae                                  | Capucin d'Équateur       | Cebus aequatorialis                | Première mention                               | Équateur Pérou                                                             |
| Néotropique  | Simiiformes (Platyrrhini) | Cebidae                                  | Tamarin bicolore         | Saguinus bicolor                   | Première mention                               | Brésil                                                                     |
| Néotropique  | Simiiformes (Platyrrhini) | Callitrichidae ou Cebidae Callitrichinae | Ouistiti oreillard       | Callithrix aurita                  | Première mention                               | Brésil                                                                     |
| Néotropique  | Simiiformes (Platyrrhini) | Atelidae                                 | Hurleur brun             | Alouatta guariba guariba           | 2012 ; 2014 ; 2016                             | Brésil                                                                     |
| Néotropique  | Simiiformes (Platyrrhini) | Atelidae                                 | Atèle de Geoffroy        | Ateles geoffroyi                   | 2016                                           | Mexique Guatemala Nicaragua Honduras Salvador Costa Rica Panama            |

## Liste 2016-2018
Cette liste a été établie à l'issue d'une séance publique tenue lors du XXVIe congrès de la Société internationale de primatologie à Chicago, le 22 août 2016.

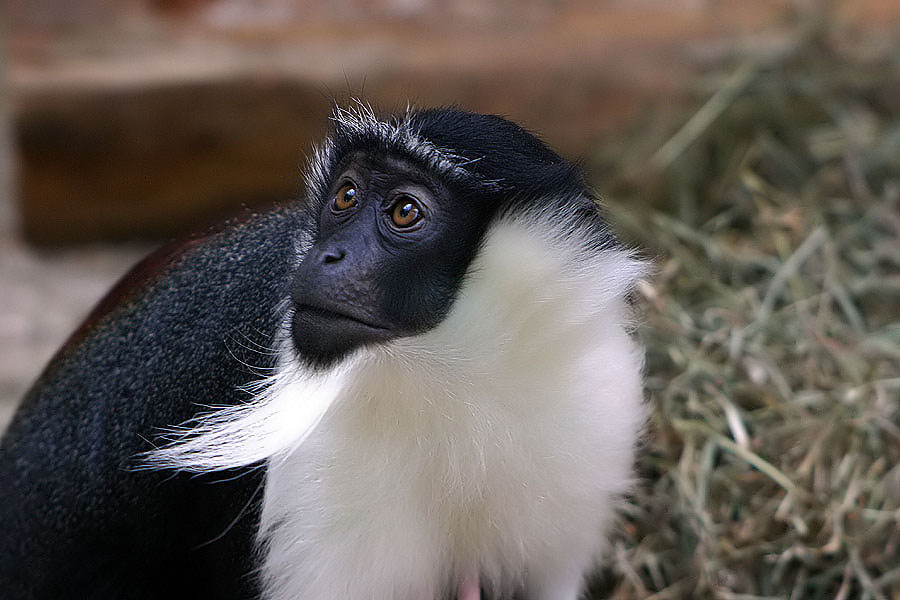
Cercopithèque de Roloway
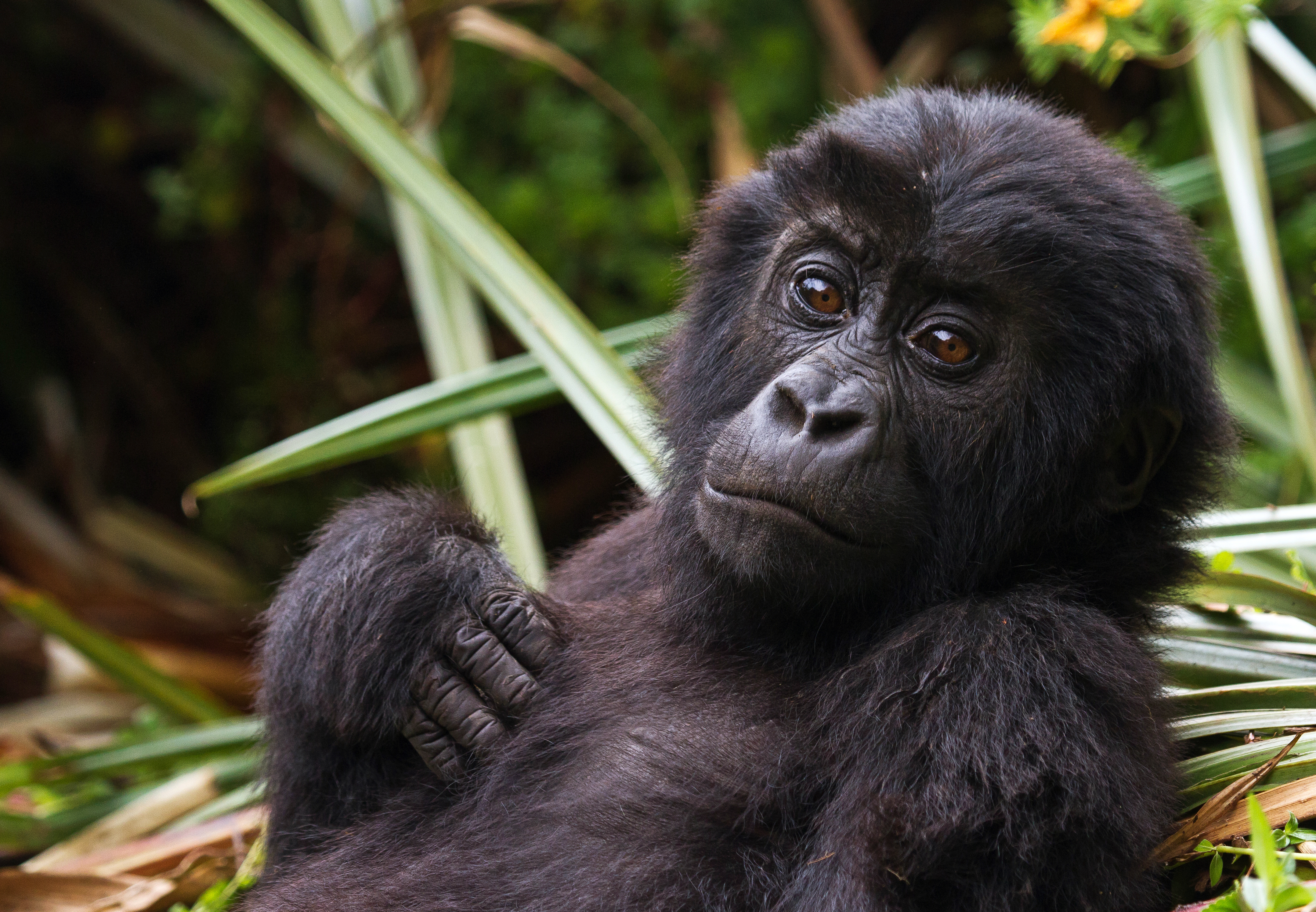
Gorille des plaines orientales
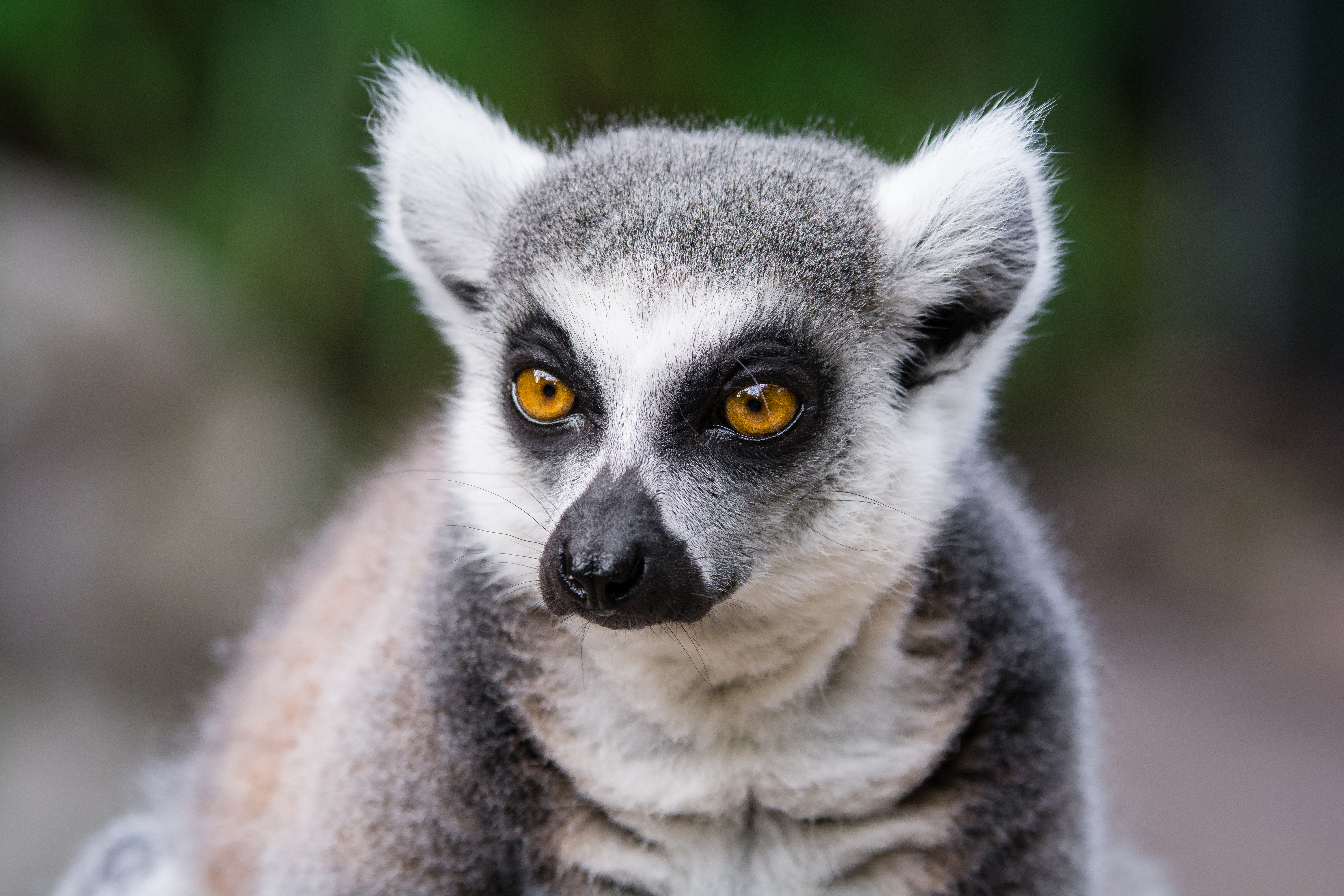
Maki catta
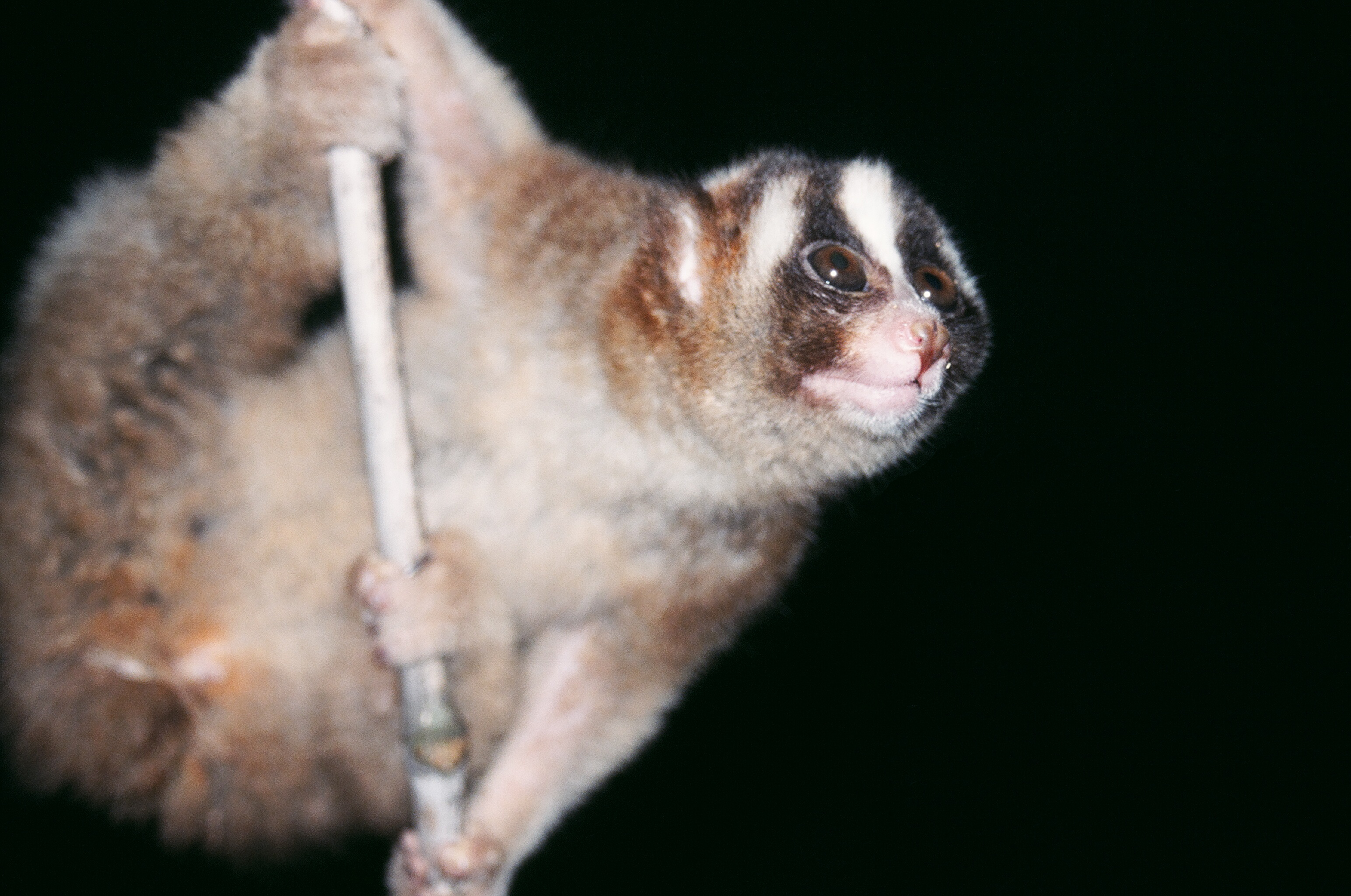
Loris de Java
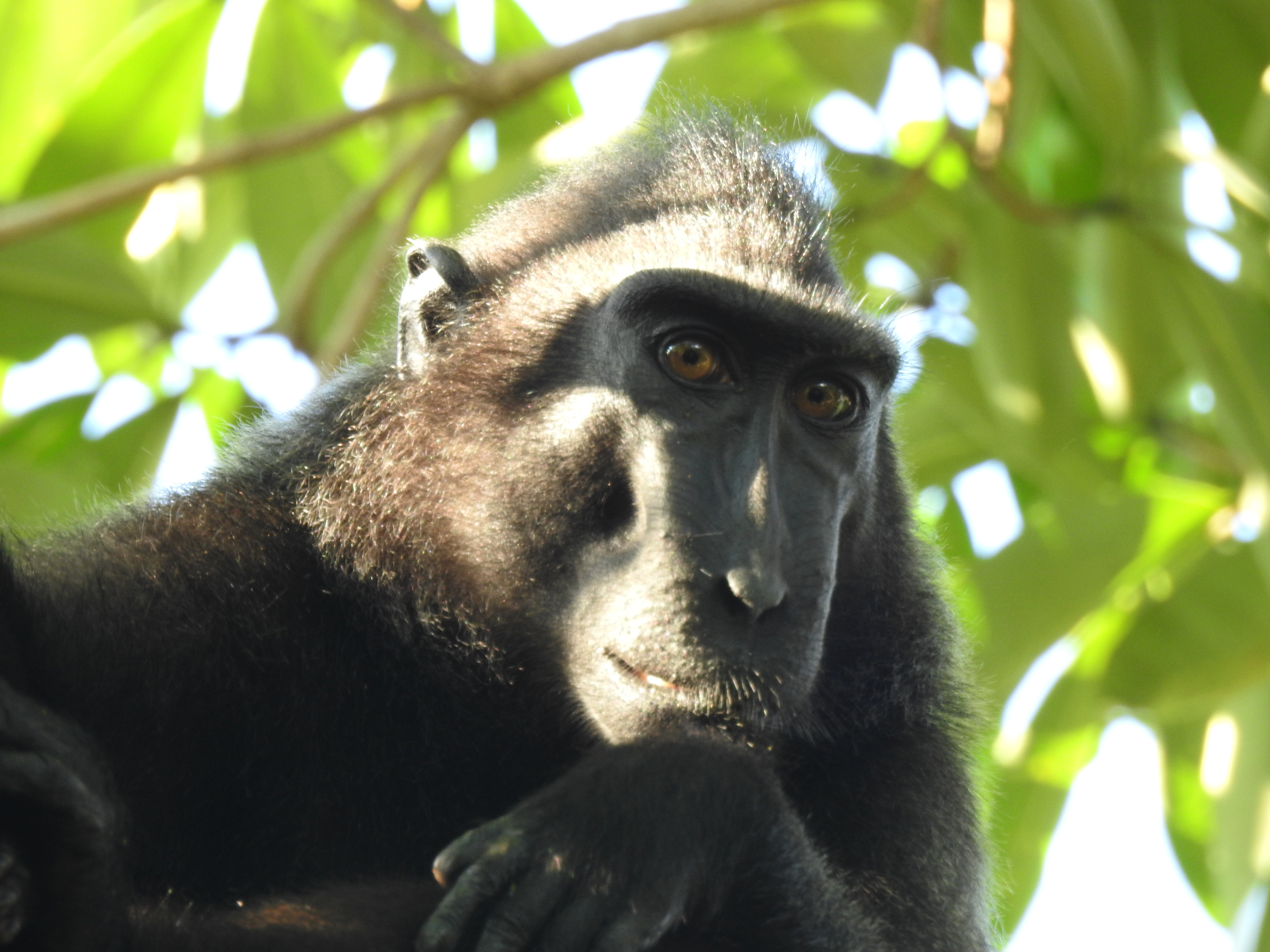
Macaque nègre
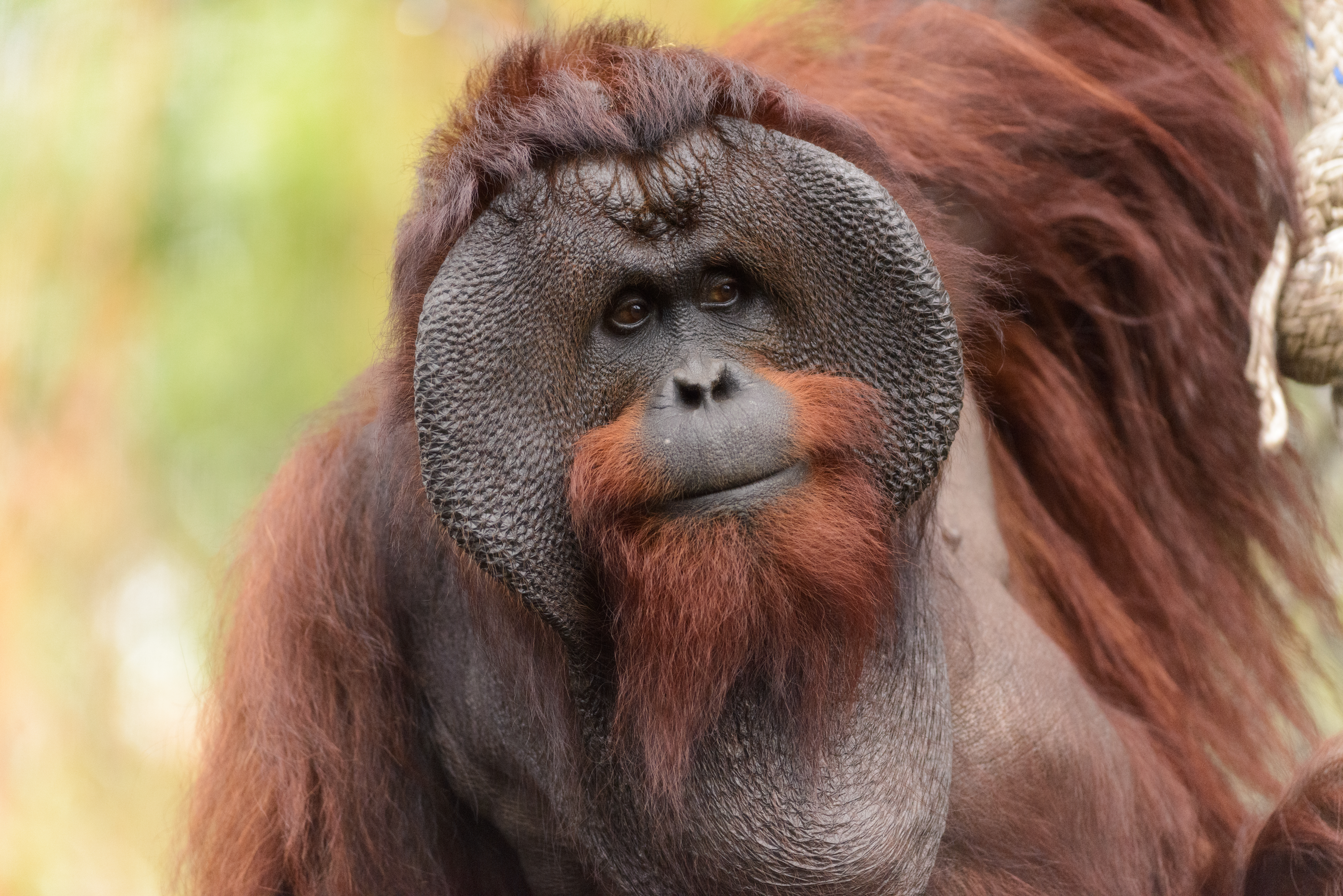
Orang-outan de Bornéo
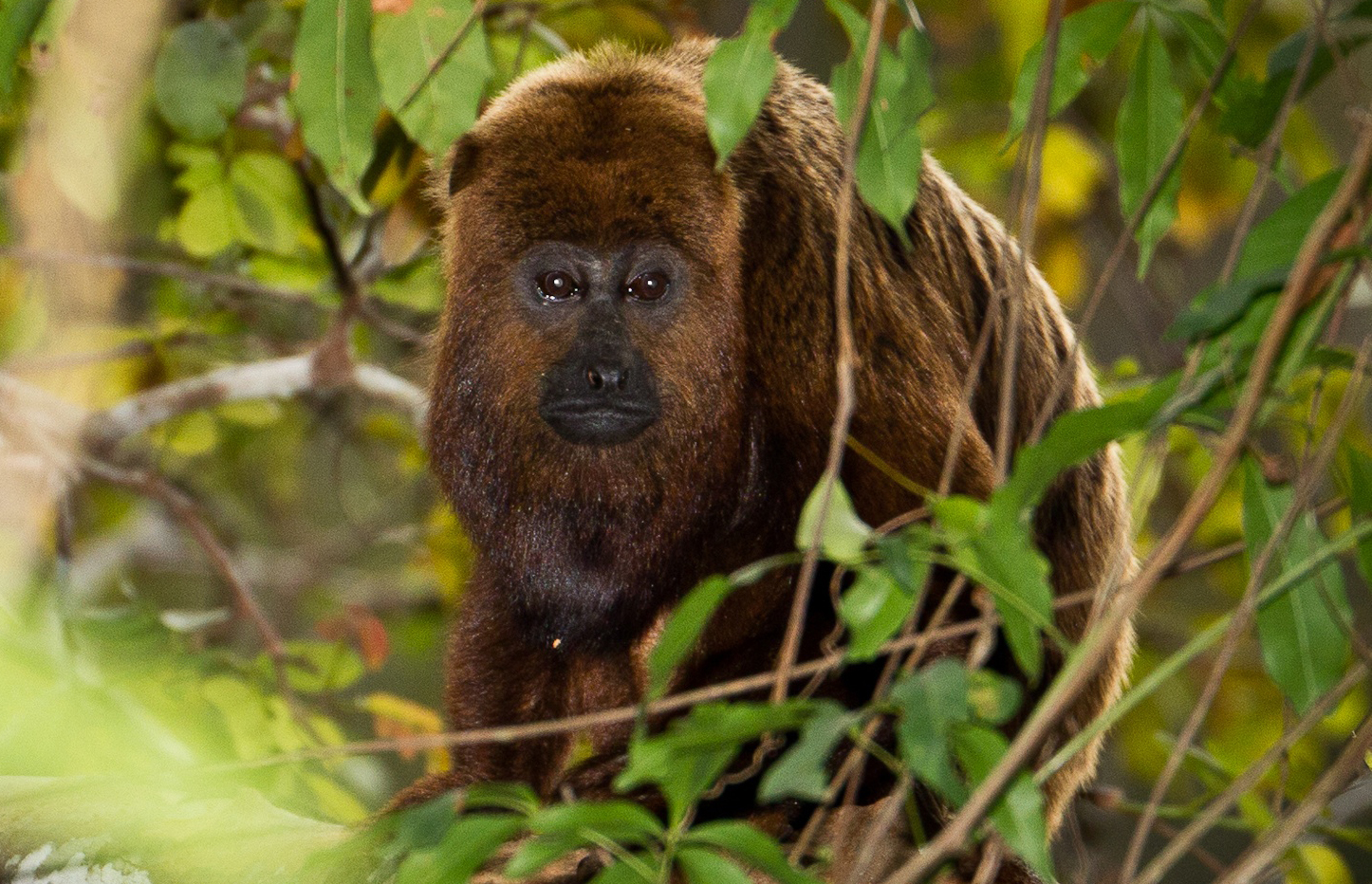
Hurleur brun

| Localisation | Infra-ordre               | Famille         | Nom commun               | Nom scientifique             | Date(s) d'inclusion                                   | Pays                                                            |
| ------------ | ------------------------- | --------------- | ------------------------ | ---------------------------- | ----------------------------------------------------- | --------------------------------------------------------------- |
| Afrique      | Lorisiformes              | Galagidae       |                          | Paragalago orinus            | Première mention                                      | Tanzanie                                                        |
| Afrique      | Simiiformes (Catarrhini)  | Cercopithecidae | Cercopithèque de Roloway | Cercopithecus roloway        | 2002 ; 2006 ; 2008 ; 2010 ; 2012 ; 2014               | Ghana Côte d'Ivoire                                             |
| Afrique      | Simiiformes (Catarrhini)  | Cercopithecidae | Colobe magistrat         | Colobus vellerosus           | Première mention                                      | Côte d'Ivoire Ghana Togo Bénin ( Nigeria)                       |
| Afrique      | Simiiformes (Catarrhini)  | Cercopithecidae | Colobe bai nigérien      | Piliocolobus epieni          | 2008 ; 2010                                           | Nigeria                                                         |
| Afrique      | Simiiformes (Catarrhini)  | Hominidae       | Gorille de Grauer        | Gorilla beringei graueri     | 2010 ; 2012 ; 2014                                    | République démocratique du Congo                                |
| Madagascar   | Lemuriformes              | Cheirogaleidae  | Microcèbe du GERP        | Microcebus gerpi             | Première mention                                      | Madagascar                                                      |
| Madagascar   | Lemuriformes              | Lemuridae       | Hapalémur du Lac Alaotra | Hapalemur alaotrensis        | 2000 ; 2014                                           | Madagascar                                                      |
| Madagascar   | Lemuriformes              | Lemuridae       | Maki catta               | Lemur catta                  | Première mention                                      | Madagascar                                                      |
| Madagascar   | Lemuriformes              | Lepilemuridae   | Lépilémur de Manombo     | Lepilemur jamesorum          | Première mention                                      | Madagascar                                                      |
| Madagascar   | Lemuriformes              | Indriidae       | Propithèque de Perrier   | Propithecus perrieri         | 2000 ; 2002 ; 2004 ; 2014                             | Madagascar                                                      |
| Madagascar   | Chiromyiformes            | Daubentoniidae  | Aye-aye                  | Daubentonia madagascariensis | Première mention                                      | Madagascar                                                      |
| Asie         | Lorisiformes              | Lorisidae       | Nycticèbe de Java        | Nycticebus javanicus         | 2008 ; 2010 ; 2012 ; 2014                             | Indonésie                                                       |
| Asie         | Simiiformes (Catarrhini)  | Cercopithecidae | Nasique des îles Pagai   | Simias concolor              | 2002 ; 2004 ; 2006 ; 2008 ; 2010 ; 2012; 2014         | Indonésie                                                       |
| Asie         | Simiiformes (Catarrhini)  | Cercopithecidae | Semnopithèque de Cat Ba  | Trachypithecus poliocephalus | 2000 ; 2002 ; 2004 ; 2006 ; 2008 ; 2010 ; 2012 ; 2014 | Viêt Nam                                                        |
| Asie         | Simiiformes (Catarrhini)  | Cercopithecidae | Rhinopithèque du Tonkin  | Rhinopithecus avunculus      | 2000 ; 2002 ; 2004 ; 2006 ; 2008 ; 2010 ; 2012 ; 2014 | Viêt Nam                                                        |
| Asie         | Simiiformes (Catarrhini)  | Cercopithecidae | Entelle doré             | Trachypithecus geei          | Première mention                                      | Inde Bhoutan                                                    |
| Asie         | Simiiformes (Catarrhini)  | Cercopithecidae | Semnopithèque blanchâtre | Trachypithecus vetulus       | 2004 ; 2006 ; 2008 ; 2010 ; 2012 ; 2014               | Sri Lanka                                                       |
| Asie         | Simiiformes (Catarrhini)  | Cercopithecidae | Macaque nègre            | Macaca nigra                 | Première mention                                      | Indonésie                                                       |
| Asie         | Simiiformes (Catarrhini)  | Hylobatidae     | Gibbon de Hainan         | Nomascus hainanus            | 2000 ; 2004 ; 2006 ; 2014                             | Chine                                                           |
| Asie         | Simiiformes (Catarrhini)  | Hominidae       | Orang-outan de Bornéo    | Pongo pygmaeus               | 2010                                                  | Indonésie Malaisie                                              |
| Néotropique  | Simiiformes (Platyrrhini) | Pitheciidae     |                          | Plecturocebus caquetensis    | Première mention                                      | Colombie                                                        |
| Néotropique  | Simiiformes (Platyrrhini) | Cebidae         | Capucin des Ka'apor      | Cebus kaapori                | 2012 ; 2014                                           | Brésil                                                          |
| Néotropique  | Simiiformes (Platyrrhini) | Atelidae        | Hurleur brun             | Alouatta guariba guariba     | 2012 ; 2014                                           | Brésil                                                          |
| Néotropique  | Simiiformes (Platyrrhini) | Atelidae        | Atèle de Geoffroy        | Ateles geoffroyi             | Première mention                                      | Mexique Guatemala Nicaragua Honduras Salvador Costa Rica Panama |
| Néotropique  | Simiiformes (Platyrrhini) | Atelidae        | Atèle à tête brune       | Ateles fusciceps             | 2006 ; 2012 ; 2014                                    | Équateur Colombie Panama                                        |

## Listes précédentes
Le tableau ci-dessous présente les primates qui ont été inclus dans les versions précédentes de la liste.
| Localisation | Infra-ordre               | Famille         | Nom vernaculaire            | Nom scientifique                     | 2000 | 2002 | 2004       | 2006 | 2008 | 2010 | 2012 | 2014 | 2016 |
| ------------ | ------------------------- | --------------- | --------------------------- | ------------------------------------ | ---- | ---- | ---------- | ---- | ---- | ---- | ---- | ---- | ---- |
| Madagascar   | Lemuriformes              | Cheirogaleidae  | Microcèbe de Mme Berthe     | Microcebus berthae                   |      |      |            |      |      |      | oui  |      |      |
| Madagascar   | Lemuriformes              | Cheirogaleidae  |                             | Cheirogaleus lavasoensis             |      |      |            |      |      |      |      | oui  |      |
| Madagascar   | Lemuriformes              | Lepilemuridae   | Lépilémur du Sahamalaza     | Lepilemur sahamalazensis             |      |      |            | oui  |      |      |      |      |      |
| Madagascar   | Lemuriformes              | Lepilemuridae   | Lépilémur du Sahafary       | Lepilemur septentrionalis            |      |      |            |      | oui  | oui  | oui  | oui  |      |
| Madagascar   | Lemuriformes              | Lemuridae       | Grand Hapalémur             | Prolemur simus                       |      | oui  | oui        | oui  | oui  | oui  |      |      |      |
| Madagascar   | Lemuriformes              | Lemuridae       | Hapalémur doré              | Hapalemur aureus                     | oui  |      |            |      |      |      |      |      |      |
| Madagascar   | Lemuriformes              | Lemuridae       | Maki à fraise               | Eulemur cinereiceps                  |      |      | oui        | oui  | oui  |      |      |      |      |
| Madagascar   | Lemuriformes              | Lemuridae       | Lémur aux yeux turquoise    | Eulemur flavifrons                   |      |      |            |      | oui  | oui  | oui  |      |      |
| Madagascar   | Lemuriformes              | Lemuridae       | Vari noir et blanc          | Varecia variegata                    |      |      |            |      |      | oui  |      |      |      |
| Madagascar   | Lemuriformes              | Lemuridae       | Vari roux                   | Varecia rubra                        |      |      |            |      |      |      | oui  | oui  |      |
| Madagascar   | Lemuriformes              | Indriidae       | Propithèque de Tattersall   | Propithecus tattersalli              | oui  |      |            |      |      |      |      |      |      |
| Madagascar   | Lemuriformes              | Indriidae       | Propithèque soyeux          | Propithecus candidus                 | oui  | oui  | oui        | oui  | oui  | oui  | oui  |      |      |
| Madagascar   | Lemuriformes              | Indriidae       | Indri                       | Indri indri                          |      |      |            |      |      |      | oui  |      |      |
| Afrique      | Lorisiformes              | Galagidae       |                             | Galagoides spp.                      |      |      | oui        |      |      |      |      |      |      |
| Afrique      | Lorisiformes              | Galagidae       | Galago de Rondo             | Galagoides rondoensis                |      |      |            | oui  | oui  | oui  | oui  | oui  |      |
| Afrique      | Simiiformes (Catarrhini)  | Cercopithecidae | Cercopithèque de Sclater    | Cercopithecus sclateri               | oui  |      |            |      |      |      |      |      |      |
| Afrique      | Simiiformes (Catarrhini)  | Cercopithecidae | Drill                       | Mandrillus leucophaeus               | oui  |      |            |      |      |      |      |      |      |
| Afrique      | Simiiformes (Catarrhini)  | Cercopithecidae | Mangabey de la Tana         | Cercocebus galeritus galeritus       |      | oui  |            |      |      |      |      |      |      |
| Afrique      | Simiiformes (Catarrhini)  | Cercopithecidae |                             | Cercocebus sanjei                    | oui  | oui  | oui        |      |      |      |      |      |      |
| Afrique      | Simiiformes (Catarrhini)  | Cercopithecidae | Mangabey couronné           | Cercocebus atys lunulatus            | oui  | oui  | oui        |      |      |      |      |      |      |
| Afrique      | Simiiformes (Catarrhini)  | Cercopithecidae | Kipunji                     | Rungwecebus kipunji                  |      |      |            | oui  | oui  |      |      |      |      |
| Afrique      | Simiiformes (Catarrhini)  | Cercopithecidae | Colobe bai de Miss Waldron  | Procolobus badius waldronae          | oui  | oui  |            | oui  |      |      |      |      |      |
| Afrique      | Simiiformes (Catarrhini)  | Cercopithecidae | Colobe bai de Pennant       | Piliocolobus pennantii pennantii     |      |      | oui        | oui  |      | oui  | oui  |      |      |
| Afrique      | Simiiformes (Catarrhini)  | Cercopithecidae | Colobe bai à tête rousse    | Procolobus rufomitratus rufomitratus |      | oui  | oui        | oui  | oui  |      | oui  | oui  |      |
| Afrique      | Simiiformes (Catarrhini)  | Cercopithecidae | Colobe roux du Cameroun     | Piliocolobus preussi                 |      |      |            |      |      |      |      | oui  |      |
| Afrique      | Simiiformes (Catarrhini)  | Hominidae       | Gorille des montagnes       | Gorilla beringei beringei            | oui  | oui  | oui        |      |      |      |      |      |      |
| Afrique      | Simiiformes (Catarrhini)  | Hominidae       | Gorille de la rivière Cross | Gorilla gorilla diehli               | oui  | oui  | oui        | oui  | oui  |      |      |      |      |
| Asie         | Lorisiformes              | Lorisidae       | Loris grêle                 | Loris tardigradus nycticeboides      |      |      | oui        | oui  |      |      |      |      |      |
| Asie         | Tarsiiformes              | Tarsiidae       | Tarsier de l'île Siau       | Tarsius tumpara                      |      |      |            | oui  | oui  | oui  |      |      |      |
| Asie         | Tarsiiformes              | Tarsiidae       | Tarsier pygmée              | Tarsius pumilus                      |      |      |            |      |      |      | oui  |      |      |
| Asie         | Tarsiiformes              | Tarsiidae       | Tarsier des Philippines     | Carlito syrichta                     |      |      |            |      |      |      |      | oui  |      |
| Asie         | Simiiformes (Catarrhini)  | Cercopithecidae |                             | Presbytis natunae                    |      | oui  |            |      |      |      |      |      |      |
| Asie         | Simiiformes (Catarrhini)  | Cercopithecidae | Langur de Delacour          | Trachypithecus delacouri             | oui  | oui  | oui        | oui  | oui  | oui  | oui  | oui  |      |
| Asie         | Simiiformes (Catarrhini)  | Cercopithecidae |                             | Trachypithecus leucocephalus         |      | oui  |            |      |      |      |      |      |      |
| Asie         | Simiiformes (Catarrhini)  | Cercopithecidae | Semnopithèque de Hose       | Presbytis hosei canicrus             |      |      | oui        |      |      |      |      |      |      |
| Asie         | Simiiformes (Catarrhini)  | Cercopithecidae | Douc à pattes grises        | Pygathrix cinerea                    | oui  | oui  | oui        | oui  | oui  | oui  | oui  |      |      |
| Asie         | Simiiformes (Catarrhini)  | Cercopithecidae | Rhinopithèque brun          | Rhinopithecus bieti                  |      | oui  |            |      |      |      |      |      |      |
| Asie         | Simiiformes (Catarrhini)  | Cercopithecidae | Rhinopithèque jaune doré    | Rhinopithecus brelichi               |      | oui  |            |      |      |      |      |      |      |
| Asie         | Simiiformes (Catarrhini)  | Cercopithecidae |                             | Semnopithecus ajax                   |      |      |            |      |      |      |      | oui  |      |
| Asie         | Simiiformes (Catarrhini)  | Cercopithecidae | Ouandérou                   | Macaca silenus                       |      |      |            |      |      | oui  |      |      |      |
| Asie         | Simiiformes (Catarrhini)  | Hylobatidae     | Gibbon cendré               | Hylobates moloch                     | oui  |      |            |      |      |      |      |      |      |
| Asie         | Simiiformes (Catarrhini)  | Hylobatidae     | Gibbon de Cao-Vit           | Nomascus nasutus                     |      | oui  |            |      | oui  | oui  | oui  |      |      |
| Asie         | Simiiformes (Catarrhini)  | Hylobatidae     | Gibbon Houlock de l'Ouest   | Hoolock hoolock                      |      |      |            | oui  | oui  |      |      |      |      |
| Asie         | Simiiformes (Catarrhini)  | Hominidae       | Orang-outan de Sumatra      | Pongo abelii                         | oui  | oui  | oui        | oui  | oui  |      |      | oui  |      |
| Néotropique  | Simiiformes (Platyrrhini) | Callitrichidae  | Tamarin lion doré           | Leontopithecus rosalia               | oui  |      |            |      |      |      |      |      |      |
| Néotropique  | Simiiformes (Platyrrhini) | Callitrichidae  | Tamarin lion à croupe dorée | Leontopithecus chrysopygus           | oui  |      |            |      |      |      |      |      |      |
| Néotropique  | Simiiformes (Platyrrhini) | Callitrichidae  | Tamarin lion à face noire   | Leontopithecus caissara              | oui  | oui  | oui        |      |      |      |      |      |      |
| Néotropique  | Simiiformes (Platyrrhini) | Callitrichidae  | Pinché à crête blanche      | Saguinus oedipus                     |      |      |            |      | oui  |      |      |      |      |
| Néotropique  | Simiiformes (Platyrrhini) | Cebidae         | Capucin à poitrine jaune    | Cebus xanthosternos                  | oui  | oui  | oui        |      |      |      |      |      |      |
| Néotropique  | Simiiformes (Platyrrhini) | Cebidae         | Sapajou blond               | Cebus flavius                        |      |      |            |      |      | oui  |      |      |      |
| Néotropique  | Simiiformes (Platyrrhini) | Atelidae        | Singe araignée varié        | Ateles hybridus                      |      |      | [ note 5 ] | oui  | oui  | oui  | oui  | oui  |      |
| Néotropique  | Simiiformes (Platyrrhini) | Atelidae        | Lagotriche à queue jaune    | Oreonax flavicauda                   | oui  |      |            | oui  | oui  | oui  |      |      |      |
| Néotropique  | Simiiformes (Platyrrhini) | Atelidae        | Muriqui septentrional       | Brachyteles hypoxanthus              | oui  | oui  | oui        |      |      |      |      |      |      |
| Néotropique  | Simiiformes (Platyrrhini) | Pitheciidae     |                             | Callicebus barbarabrownae            |      |      |            |      |      | oui  |      |      |      |
| Néotropique  | Simiiformes (Platyrrhini) | Pitheciidae     | Titi des Andes              | Callicebus oenanthe                  |      |      |            |      |      |      | oui  | oui  |      |